# Andrea Capone
Andrea Capone (Cagliari, 8 gennaio 1981 – Cagliari, 29 settembre 2024) è stato un calciatore italiano, di ruolo centrocampista.

## Carriera
Cresciuto nelle giovanili del Cagliari, debuttò in prima squadra nel campionato 2000-2001, disputando 12 incontri e segnando un gol. L'anno successivo, per maturare esperienza, passò al Sora, in serie C1, dove non riuscì a mettersi in luce. Ritornato in Sardegna, vi restò per tre stagioni, prima di essere ceduto in prestito al Treviso nella stagione 2004-2005, con cui contribuì con 3 gol in 30 partite, alla prima storica promozione della formazione veneta in Serie A.
Tornato nuovamente al Cagliari, debuttò nella massima serie il 28 agosto 2005 nel corso di Siena-Cagliari; con la formazione rossoblu disputò due buoni campionati.
Al termine della stagione 2006-2007, svincolato, dopo un primo provino in Scozia con i Celtic di Glasgow, venne ingaggiato dal L.R. Vicenza dove totalizzò 42 presenze, realizzando anche 7 reti.
Il 2 febbraio 2009 passò al Grosseto. Restò svincolato a fine anno. Il 29 ottobre 2009 firmò con la Salernitana con la clausola di essere disponibile dal 2 gennaio 2010 per motivi di termini di tesseramento. Nell'estate 2011 fallì la società granata rimanendo a fine stagione svincolato.
Il 29 settembre 2024, all'età di 43 anni, venne ritrovato senza vita in una stanza d'hotel Cagliari, con una profonda ferita alla testa, dovuta a una caduta accidentale per infarto.

## Statistiche

### Presenze e reti nei club
Statistiche aggiornate al 23 maggio 2010.
| Stagione        | Squadra         | Campionato      | Campionato | Campionato | Coppe nazionali | Coppe nazionali | Coppe nazionali | Coppe continentali | Coppe continentali | Coppe continentali | Altre coppe | Altre coppe | Altre coppe | Totale | Totale |
| Stagione        | Squadra         | Comp            | Pres       | Reti       | Comp            | Pres            | Reti            | Comp               | Pres               | Reti               | Comp        | Pres        | Reti        | Pres   | Reti   |
| --------------- | --------------- | --------------- | ---------- | ---------- | --------------- | --------------- | --------------- | ------------------ | ------------------ | ------------------ | ----------- | ----------- | ----------- | ------ | ------ |
| 2000-2001       | Cagliari        | B               | 12         | 1          | CI              | 0               | 0               | -                  | -                  | -                  | -           | -           | -           | 12     | 1      |
| 2001-gen. 2002  | Cagliari        | B               | 8          | 0          | CI              | 2               | 0               | -                  | -                  | -                  | -           | -           | -           | 10     | 0      |
| gen.-giu. 2002  | Sora            | C1              | 11+1       | 1          | CI-C            | -               | -               | -                  | -                  | -                  | -           | -           | -           | 12     | 1      |
| 2002-2003       | Cagliari        | B               | 19         | 3          | CI              | 0               | 0               | -                  | -                  | -                  | -           | -           | -           | 19     | 3      |
| 2003-2004       | Cagliari        | B               | 22         | 2          | CI              | 1               | 0               | -                  | -                  | -                  | -           | -           | -           | 23     | 2      |
| 2004-2005       | Treviso         | B               | 28+2       | 3          | CI              | 2               | 0               | -                  | -                  | -                  | -           | -           | -           | 32     | 3      |
| 2005-2006       | Cagliari        | A               | 28         | 3          | CI              | 4               | 0               | -                  | -                  | -                  | -           | -           | -           | 32     | 3      |
| 2006-2007       | Cagliari        | A               | 25         | 3          | CI              | 2               | 0               | -                  | -                  | -                  | -           | -           | -           | 27     | 3      |
| Totale Cagliari | Totale Cagliari | Totale Cagliari | 114        | 12         |                 | 9               | 0               |                    | -                  | -                  |             | -           | -           | 123    | 12     |
| 2007-2008       | Vicenza         | B               | 33         | 6          | CI              | 1               | 0               | -                  | -                  | -                  | -           | -           | -           | 34     | 6      |
| 2008-gen. 2009  | Vicenza         | B               | 9          | 1          | CI              | 0               | 0               | -                  | -                  | -                  | -           | -           | -           | 9      | 1      |
| Totale Vicenza  | Totale Vicenza  | Totale Vicenza  | 42         | 7          |                 | 1               | 0               |                    | -                  | -                  |             | -           | -           | 43     | 7      |
| gen.-giu. 2009  | Grosseto        | B               | 9          | 1          | CI              | -               | -               | -                  | -                  | -                  | -           | -           | -           | 9      | 1      |
| gen.-giu. 2010  | Salernitana     | B               | 16         | 1          | CI              | -               | -               | -                  | -                  | -                  | -           | -           | -           | 16     | 1      |
| Totale carriera | Totale carriera | Totale carriera | 223        | 25         |                 | 12              | 0               |                    | -                  | -                  |             | -           | -           | 235    | 25     |